# Druckdichte
Die Druckdichte {\displaystyle D} ist ein Maß für den Pigmentierungsgrad eines bedruckten Stoffes (meistens Papier).
Druckdichte-Messwerte beziehen sich auf eine Referenz, meistens auf die Druckdichte des unbedruckten Stoffs (weißes Papier). Diesem wird durch eine Kalibrierung die Druckdichte 0 zugeordnet.
Zwischen der Druckdichte und den (physikalischen) Strahlungsintensitäten {\displaystyle I} besteht der Zusammenhang:
{\displaystyle D=-\log {\frac {I}{I_{0}}}}
wobei {\displaystyle I_{0}} die Referenzintensität ist (unbedruckter Stoff oder Normweiß).
Dies entspricht der Beziehung von G. T. Fechner in der Psychophysik, die Druckdichte gibt also einen physiologischen Eindruck wieder. 
Ein 100-%-Ton hat z. B. eine Druckdichte von 2,0. 